# 김남호, 김문서 묘비 및 광산김씨 족보함
김남호, 김문서 묘비 및 광산김씨 족보함은 대한민국 충청남도 보령시 죽정동 산38에 있다. 2016년 8월 5일 보령시의 향토문화유산 제7호로 지정되었다.

## 개요
김남호는 고려말 전라우도 도만호로 왜구를 격퇴하고 보령헤 정착한 무장 김성우의 아들이다. 김문서는 조선 중종조의 무신이며, 김성우의 고손인 김극신의 아들로 어려서 화담 서경덕의 문하에서 공부했다. 묘비 앞에서 돌로된 방형의 함이 있는데 전면에 광산김씨족보함이라고 새겨져 있어서 족보를 보관하는 용도이다.